# Ильферсхайм
Ильферсхайм (нем. Uelversheim) — община в Германии, в земле Рейнланд-Пфальц. 
Входит в состав района Майнц-Бинген. Подчиняется управлению Гунтерсблум.  Население составляет 1085 человек (на 31 декабря 2010 года). Занимает площадь 7,49 км².